# Myndus truncata
Myndus truncata är en insektsart som beskrevs av Metcalf 1923. Myndus truncata ingår i släktet Myndus och familjen kilstritar. Inga underarter finns listade i Catalogue of Life.